# Tadeusz Patalita
Tadeusz Patalita (ur. 29 października 1957 w Gdowie) – polski polityk i samorządowiec, w latach 2002–2010 wójt Mszany Dolnej, poseł na Sejm VI kadencji.

## Życiorys
Uzyskał wykształcenie średnie w Liceum Ogólnokształcącym w Mszanie Dolnej. Zakładał struktury NSZZ „Solidarność” w swoim zakładzie pracy, a w 1989 współtworzył Komitet Obywatelski w Rabce. Od 1990 związany z samorządem terytorialnym. Był radnym Mszany Dolnej, wicewójtem gminy wiejskiej (1992–2002), radnym delegatem do sejmiku samorządowego województwa nowosądeckiego i radnym sejmiku małopolskiego I kadencji (1998–2002).
Działał w AWS i w Stronnictwie Konserwatywno-Ludowym. Później dołączył do Platformy Obywatelskiej.
Bez powodzenia kandydował do Sejmu z listy PO (jako członek SKL, w ramach porozumienia wyborczego) w 2001, do Senatu jako bezpartyjny kandydat komitetu „Wspólnota Małopolska — Senat 2005” w 2005 oraz ponownie do Sejmu jako bezpartyjny kandydat z listy PO w 2007.
W bezpośrednich wyborach w 2002 i 2006 był wybierany na urząd wójta gminy Mszana Dolna. W 2010 bez powodzenia ubiegał się o reelekcję. W tym samym roku objął mandat poselski w miejsce Witolda Kochana. W wyborach w 2011 nie uzyskał reelekcji. Objął następnie stanowisko pełnomocnika marszałka województwa małopolskiego ds. Programu Ochrony przed Powodzią w Dorzeczu Górnej Wisły. W 2014 ponownie przegrał w II turze wybory na wójta gminy Mszana Dolna. W 2015 był kandydatem PO do Sejmu. Do izby niższej polskiego parlamentu wystartował także w 2023 (z ramienia Koalicji Obywatelskiej), nie uzyskując wówczas mandatu.

## Odznaczenia i wyróżnienia
Odznaczony Srebrnym Krzyżem Zasługi (2004), Srebrną Odznaką „Zasłużony dla Ochrony Przeciwpożarowej” (2009) oraz Srebrny Medal za Zasługi dla Policji (2010).
W 2006 otrzymał tytuł „Za zasługi  dla gminy Mszana Dolna”.

## Życie prywatne
Zamieszkał w Rabie Niżnej. Żonaty z Danutą (pielęgniarką), ma dwoje dzieci.